# Cong
Cong (irisch Conga, älter auch irisch Conga Fheichín) ist ein Dorf mit 145 Einwohnern (2016) im County Mayo im Westen der Republik Irland. Es liegt nahe der Grenze zum County Galway auf dem etwa fünf Kilometer breiten Isthmus, der Landverbindung, die den Lough Corrib vom Lough Mask trennt. Die beiden Seen sind im Ortsgebiet durch ober- und unterirdische Ströme und Kavernen miteinander verbunden.
Etwas außerhalb von Cong befindet sich mit dem Ashford Castle eines der exklusivsten Luxushotels Irlands. Es liegt in einem umgebauten mittelalterlichen Castle und ist bereits baulich eine Attraktion. Die zweite Sehenswürdigkeit ist die mitten im Ort gelegene Ruine der Cong-Abbey. Sie ist eine Gründung der Augustiner aus dem 12. Jahrhundert, die am Standort einer Gründung aus dem 6. Jahrhundert errichtet und im Jahr 1542 aufgegeben wurde. Ein Hochkreuz, ein gut erhaltenes Fenster und ein eben solcher Torweg sind noch vorhanden. Der Park des Klosters mit dem Monks Fishing Cottage ist sehenswert. Der größte Schatz des Klosters, das Cross of Cong, ein mittelalterliches, juwelengeschmücktes Kreuz, befindet sich im Nationalmuseum in Dublin.
Östlich des Ortes befinden sich Reste des Cong Canal, auch unter dem Namen Dry Canal bekannt. Er war ein Versuch aus dem 19. Jahrhundert, den Lough Corrib und den Lough Mask miteinander zu verbinden. Als man Wasser in den Kanal ließ, versickerte es im porösen Kalkstein, bevor es das Kanalende erreicht hatte. Die Pläne, das Kanalbett abzudichten, wurden nie verwirklicht. Heute dienen einige der Überreste als Abwasserkanal.
In Cong und Umgebung wurde im Jahr 1952 der Film The Quiet Man (deutsch: Der Sieger) von John Ford mit John Wayne und Maureen O’Hara in den Hauptrollen gedreht. An die Dreharbeiten erinnert heute noch das Quiet Man Heritage Centre im Ort, das den Film in der Touristensaison täglich vorführt.
Die vier Steinkreise von Glebe (auch Nymphsfield Stone Circles genannt) liegen östlich der R345 Ballinrobe Road, in Glebe, drei Kilometer nordöstlich von Cong.

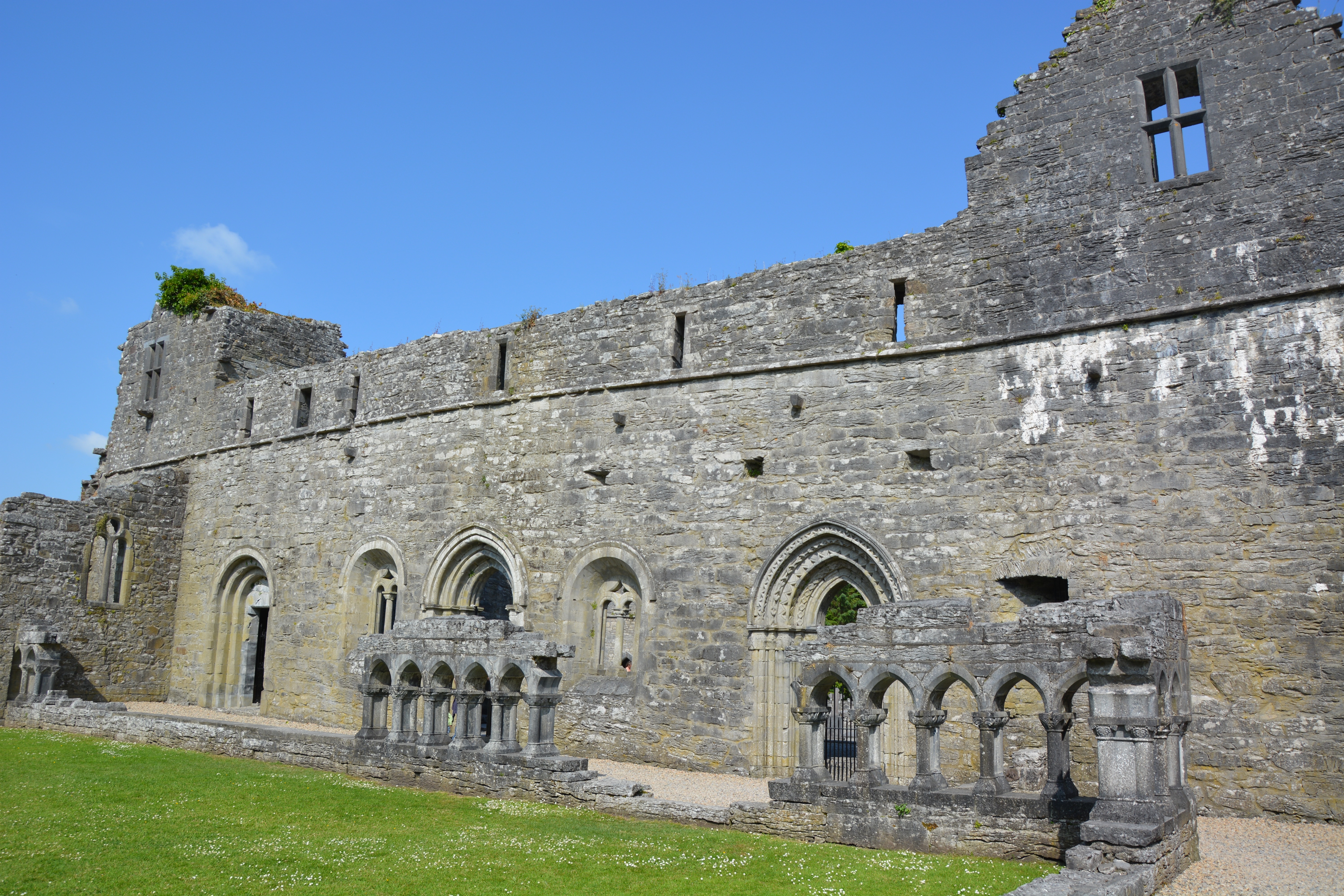
Ruine der Cong Abbey (Straßenansicht)
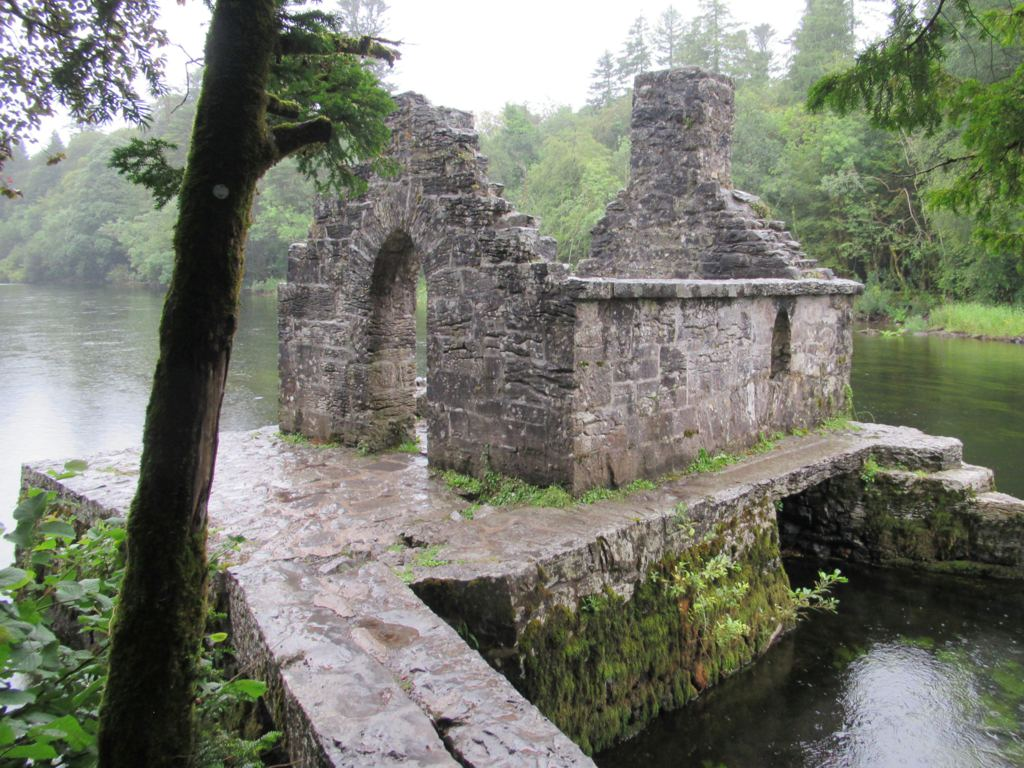
Fischerhaus der Abbey
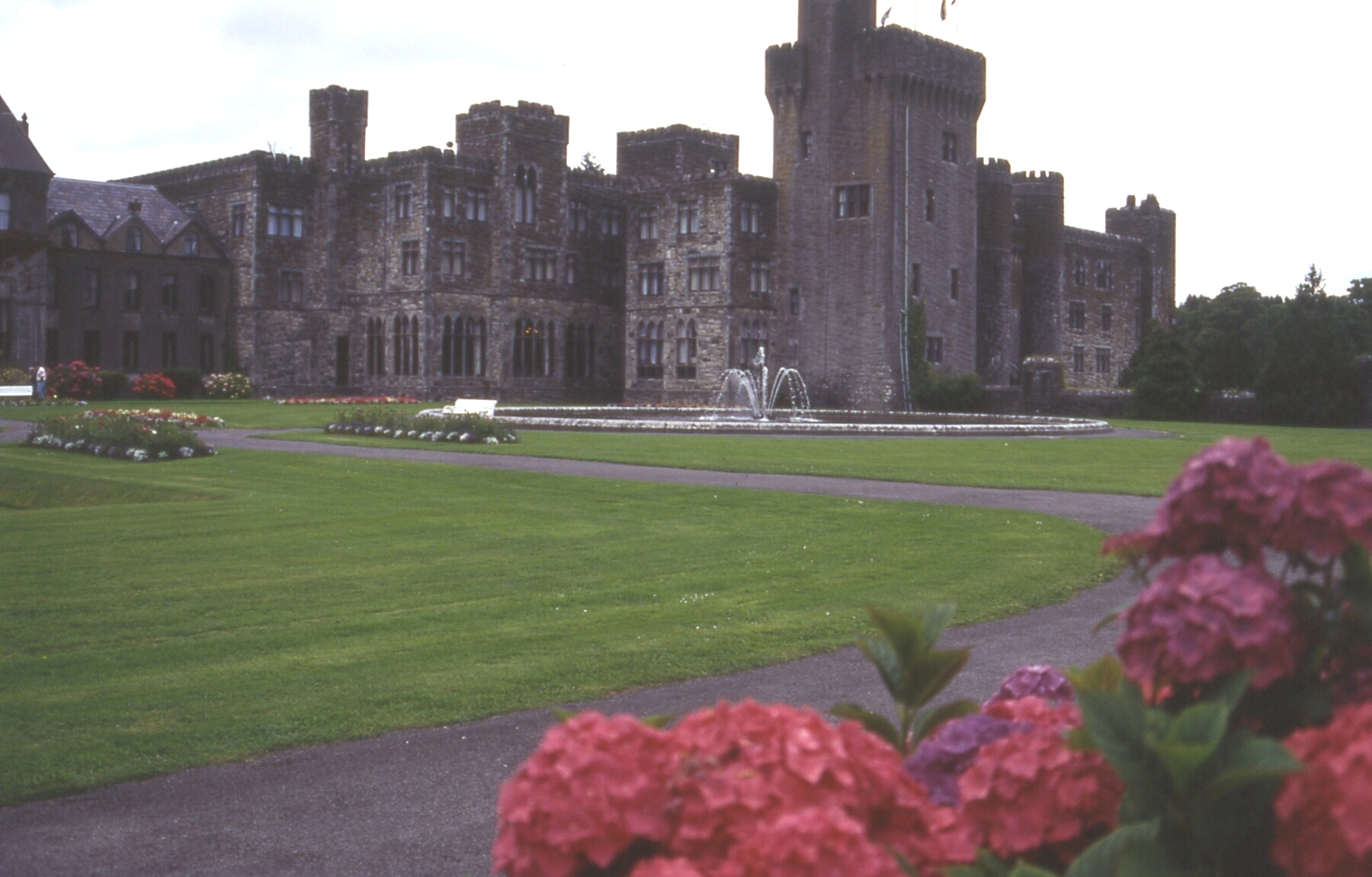
Ashford Castle bei Cong

## In Cong geboren
1978 wurde der Radrennfahrer David O’Loughlin in Cong geboren.